# 바바라브라운붓꼬리쥐
바바라브라운붓꼬리쥐 또는 붓꼬리쥐(Isothrix barbarabrownae)는 가시쥐과에 속하는 남아메리카 설치류이다. 페루에서 발견되었고, 대형 다람쥐 청서와 같은 크기이다. 페루 운무림에서 서식하며, 과일과 나무 열매가 있는 식물에서 먹이를 구한다. 야행성 동물이고, 나무 위를 오르는 설치류로 1999년 과학자들에게 수집되었고 2006년에 공식적으로 기재되었다. 갈색 털과 함께 흑백의 꼬리를 갖고 있다.